# Айзея Томас
Айзея Лорд Томас III (англ. Isiah Lord Thomas III, нар. 30 квітня 1961, Чикаго, США) — американський професіональний баскетболіст, що грав на позиції розігруючого захисника за команду НБА «Детройт Пістонс», яка навіки закріпила за ним ігровий №11. Гравець національної збірної США. Дворазовий чемпіон НБА. Після завершення ігрової кар'єри — спортивний чиновник, коментатор та баскетбольний тренер.
2000 року ведений до Баскетбольної Зали слави як гравець, також включений до 50 найвизначніших гравців в історії НБА.

## Ігрова кар'єра

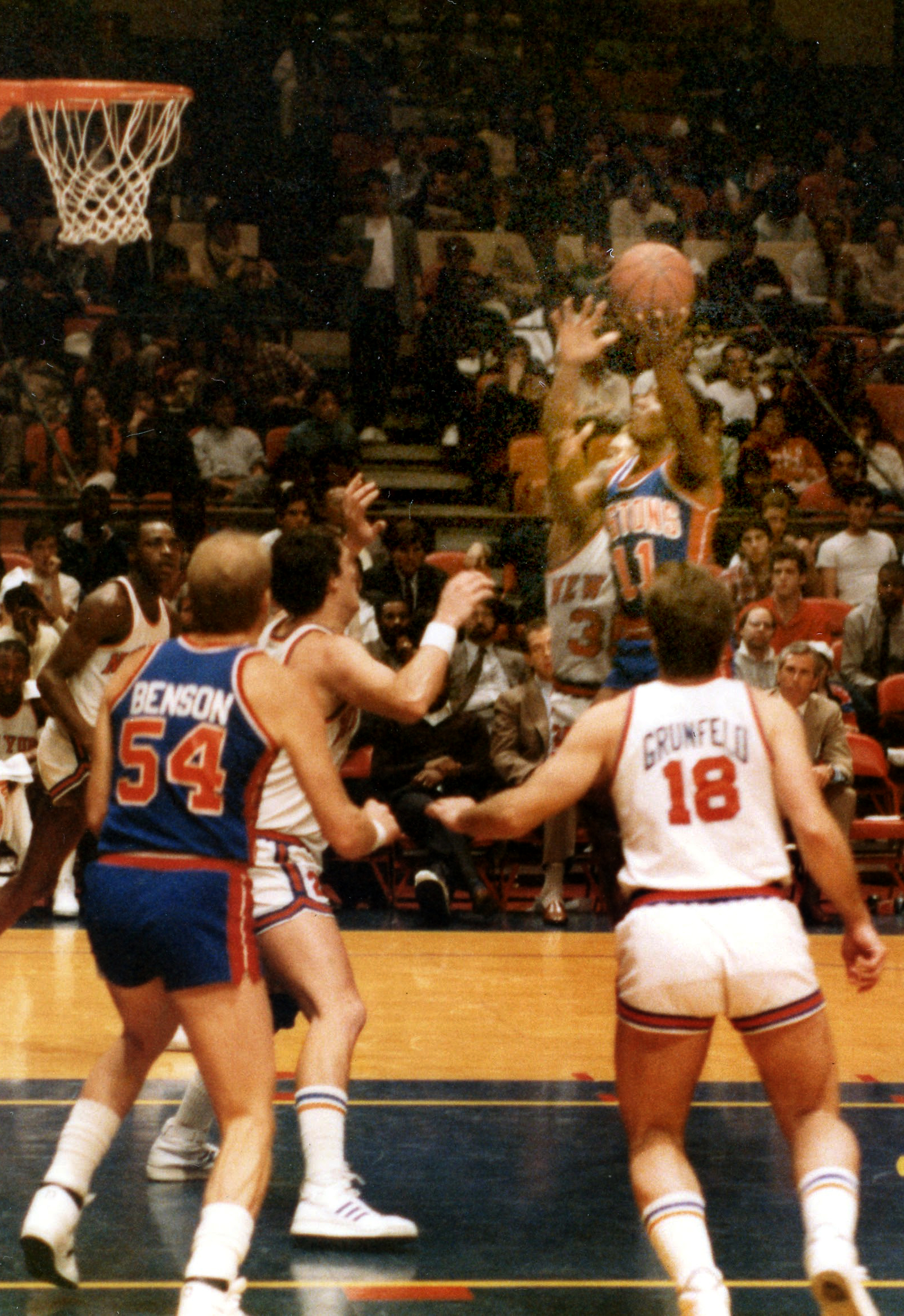
Томас у грі за «Детройт» проти «Нью-Йорку»

Починав грати у баскетбол у команді старшої школи Сент Джозеф (Вестчестер, Іллінойс). Виводив її до фіналу чемпіонату штату. Вважався одним з найперспективніших баскетболістів США серед школярів. На університетському рівні грав за команду Індіана (1979–1981). 1980 року допоміг команді дійти до 1/8 фіналу турніру NCAA. Наступного року виграв титул чемпіона NCAA у складі команди, а також отримав нагороду найкращого гравця турніру.
1981 року був обраний у першому раунді драфту НБА під загальним 2-м номером командою «Детройт Пістонс». Захищав кольори команди з Детройта протягом усієї історії виступів у НБА, яка налічувала 13 сезонів. У своєму дебютному сезоні був включений до першої збірної новачків НБА та був запрошений для участі у матчі всіх зірок НБА.
1984 року допоміг команді дійти до плей-оф, де, щоправда, «Детройт» вилетів від «Нью-Йорк Нікс» з Бернардом Кінгом. Наступного року «Пістонс» знову пробилися до плей-оф, де цього разу вилетіли від «Бостона». 1987 року «Детройт» пробився до фіналу Східної конференції, де сильнішим виявився «Бостон» з Ларрі Бердом на чолі.
1988 року допоміг команді дійти до фіналу НБА, де «Детройт» зустрівся з «Лос-Анджелес Лейкерс» з Меджиком Джонсоном та Карімом Абдул-Джаббаром у своєму складі. У складній серії з шести матчів перемогу святкували «Пістонс». Того сезону у них було 63 перемоги у регулярному чемпіонаті та 19 поразок. Через потужну гру ту команду почали називати «Bad Boys» (Погані хлопці). Наступного року «Погані хлопці» вдруге виграли чемпіонат, а Томас отримав нагороду Найціннішого гравця фіналу НБА.
З 1991 по 1993 рік команда продовжувала демонструвати хорошу гру, однак так і не пробилась жодного разу до фіналу, маючи у суперниках по Сходу нову династію «Чикаго Буллс» з Майклом Джорданом на чолі.
1994 року Томас завершив професійну кар'єру.

## Статистика виступів в НБА
| † | Позначає сезон, в якому Айзея Томас ставав чемпіоном НБА |
| * | Лідер ліги                                               |

### Регулярний сезон
| Сезон              | Команда            | GP  | GS  | MPG  | FG%  | 3P%  | FT%  | RPG | APG   | SPG | BPG | PPG  |
| ------------------ | ------------------ | --- | --- | ---- | ---- | ---- | ---- | --- | ----- | --- | --- | ---- |
| 1981–82            | «Детройт Пістонс»  | 72  | 72  | 33.8 | .424 | .288 | .704 | 2.9 | 7.8   | 2.1 | .2  | 17.0 |
| 1982–83            | «Детройт Пістонс»  | 81  | 81  | 38.2 | .472 | .288 | .710 | 4.0 | 7.8   | 2.5 | .4  | 22.9 |
| 1983–84            | «Детройт Пістонс»  | 82  | 82  | 36.7 | .462 | .338 | .733 | 4.0 | 11.1  | 2.5 | .4  | 21.3 |
| 1984–85            | «Детройт Пістонс»  | 81  | 81  | 38.1 | .458 | .257 | .809 | 4.5 | 13.9* | 2.3 | .3  | 21.2 |
| 1985–86            | «Детройт Пістонс»  | 77  | 77  | 36.2 | .488 | .310 | .790 | 3.6 | 10.8  | 2.2 | .3  | 20.9 |
| 1986–87            | «Детройт Пістонс»  | 81  | 81  | 37.2 | .463 | .194 | .768 | 3.9 | 10.0  | 1.9 | .2  | 20.6 |
| 1987–88            | «Детройт Пістонс»  | 81  | 81  | 36.1 | .463 | .309 | .774 | 3.4 | 8.4   | 1.7 | .2  | 19.5 |
| 1988–89†           | «Детройт Пістонс»  | 80  | 76  | 36.6 | .464 | .273 | .818 | 3.4 | 8.3   | 1.7 | .3  | 18.2 |
| 1989–90†           | «Детройт Пістонс»  | 81  | 81  | 37.0 | .438 | .309 | .775 | 3.8 | 9.4   | 1.7 | .2  | 18.4 |
| 1990–91            | «Детройт Пістонс»  | 48  | 46  | 34.5 | .435 | .292 | .782 | 3.3 | 9.3   | 1.6 | .2  | 16.2 |
| 1991–92            | «Детройт Пістонс»  | 78  | 78  | 37.4 | .446 | .291 | .772 | 3.2 | 7.2   | 1.5 | .2  | 18.5 |
| 1992–93            | «Детройт Пістонс»  | 79  | 79  | 37.0 | .418 | .308 | .737 | 2.9 | 8.5   | 1.6 | .2  | 17.6 |
| 1993–94            | «Детройт Пістонс»  | 58  | 56  | 30.2 | .417 | .310 | .702 | 2.7 | 6.9   | 1.2 | .1  | 14.8 |
| Усього за кар'єру  | Усього за кар'єру  | 979 | 971 | 36.3 | .452 | .290 | .759 | 3.6 | 9.3   | 1.9 | .3  | 19.2 |
| В іграх усіх зірок | В іграх усіх зірок | 12  | 10  | 28.9 | .571 | .400 | .771 | 2.5 | 8.8   | 2.8 | .0  | 16.8 |

### Плей-оф
| Сезон             | Команда           | GP  | GS  | MPG  | FG%  | 3P%  | FT%  | RPG | APG  | SPG | BPG | PPG  |
| ----------------- | ----------------- | --- | --- | ---- | ---- | ---- | ---- | --- | ---- | --- | --- | ---- |
| 1984              | «Детройт Пістонс» | 5   | 5   | 39.6 | .470 | .333 | .771 | 3.8 | 11.0 | 2.6 | 1.2 | 21.4 |
| 1985              | «Детройт Пістонс» | 9   | 9   | 39.4 | .500 | .400 | .758 | 5.2 | 11.2 | 2.1 | .4  | 24.3 |
| 1986              | «Детройт Пістонс» | 4   | 4   | 40.8 | .451 | .000 | .667 | 5.5 | 12.0 | 2.3 | .8  | 26.5 |
| 1987              | «Детройт Пістонс» | 15  | 15  | 37.5 | .451 | .303 | .755 | 4.5 | 8.7  | 2.6 | .3  | 24.1 |
| 1988              | «Детройт Пістонс» | 23  | 23  | 39.6 | .437 | .295 | .828 | 4.7 | 8.7  | 2.9 | .3  | 21.9 |
| 1989†             | «Детройт Пістонс» | 17  | 17  | 37.2 | .412 | .267 | .740 | 4.3 | 8.3  | 1.6 | .2  | 18.2 |
| 1990†             | «Детройт Пістонс» | 20  | 20  | 37.9 | .463 | .471 | .794 | 5.5 | 8.2  | 2.2 | .4  | 20.5 |
| 1991              | «Детройт Пістонс» | 13  | 11  | 33.5 | .403 | .273 | .725 | 4.2 | 8.5  | 1.0 | .2  | 13.5 |
| 1992              | «Детройт Пістонс» | 5   | 5   | 40.0 | .338 | .364 | .786 | 5.2 | 7.4  | 1.0 | .0  | 14.0 |
| Усього за кар'єру | Усього за кар'єру | 111 | 109 | 38.0 | .441 | .346 | .769 | 4.7 | 8.9  | 2.1 | .3  | 20.4 |

## Подальша кар'єра

### Підприємницька діяльність
Томас є засновником та керівником холдингу Isiah International LLC — компанії з диверсифікованим портфелем діяльності. Gre3n Waste Removal, Re3 Recycling та Eleven Capital Group є трьома провідними компаніями всередині холдингу. У сфері нерухомості залучений через компанію Isiah Real Estate, яка займається цим видом діяльності в Іллінойсі.
Був першим афроамериканцем, якого обрали одним з керівників Чиказької фондової біржі, де пропрацював з 1999 по 2002 рік.
Є частим спікером та мотиватором на різноманітних конференціях та семінарах.

### Торонто Репторс
Одразу після завершення ігрової кар'єри Томас став співвласником та виконавчим віце-президентом новоствореної франшизи «Торонто Репторс». 1998 року залишив клуб після конфлікту з новим керівництвом організації, який стосувався бачення подальшого розвитку клубу та обов'язків Томаса. За час його роботи «Торонто» задрафтував таких гравців як Деймон Стадемаєр, Маркус Кембі та Трейсі Макгрейді.

### Робота на телебаченні
Після того, як Томас залишив «Торонто», він влаштувався коментатором матчів НБА на телеканалі NBC, де також був експертом у студії.
2012 року також працював експертом у студії телеканалу NBA TV.
З 2017 року постійний гість програми Players Only на NBA TV, де беруть участь лише колишні баскетболісти, які виступають в ролі експертів та коментаторів.

### CBA
1998 року Томас придбав Континентальну баскетбольну асоціацію (CBA) за 10 млн. доларів. Ліга була другим дивізіоном після НБА. Однак 2001 року тодішній комісіонер НБА Девід Стерн вирішив заснувати свою лігу розвитку, через що CBA збанкрутувала.

## Благодійна діяльність
Ще будучи активним гравцем, оплатив навчання в університеті для 75 молодих людей.
1987 року, будучи гравцем «Детройт Пістонс» організував «День без злочинів» у Детройті. Він також отримав підтримку від мера міста Коулмена Янга, який закликав до мораторію на скоєння злочинів.
Томас заснував організацію Mary's Court, яка допомагає бідному населенню західного Чикаго у подоланню їхніх життєвих труднощів. Щорічно організація дарує подарунки, одяг, навчальні матеріали для людей, які цього потребують.
13 лютого 2017 року отримав нагороду Humanity of Connection Award, за історичні досягнення в спорті та за благодійну діяльність на користь афроамериканського суспільства.

## Тренерська робота
2000 року розпочав тренерську кар'єру, ставши головним тренером команди «Індіана Пейсерз», замінивши на цій посаді Ларрі Берда. За три роки роботи в клубі тричі виводив команду до плей-оф, проте кожного разу вона вилітала в першому раунді, від «Філадельфії», «Нью-Джерсі» та «Бостона» відповідно. Маючи у своєму складі таких гравців як Джермейн О'Ніл, Бред Міллер, Рон Артест та Реджі Міллер, керівництво клубу сподівалось на кращі результати. Після сезону 2002-2003 на посаду Президента з баскетбольних операцій було призначено Ларрі Берда, який одразу ж звільнив Томаса.
Протягом 2006—2008 років очолював тренерський штаб команди «Нью-Йорк Нікс».
Останнім місцем тренерської роботи була університетська команда «ФІУ Пантерс», головним тренером якої Айзея Томас був з 2009 по 2012 рік.

### Тренерська статистика
| Команда           | Сезон   | G   | W   | L   | W–L% | Місце              | PG | PW | PL | PW–L% | Результат                |
| ----------------- | ------- | --- | --- | --- | ---- | ------------------ | -- | -- | -- | ----- | ------------------------ |
| «Індіана Пейсерз» | 2000–01 | 82  | 41  | 41  | .500 | 4-е в Центральному | 4  | 1  | 3  | .250  | Програш у першому раунді |
| «Індіана Пейсерз» | 2001–02 | 82  | 42  | 40  | .512 | 4-е в Центральному | 5  | 2  | 3  | .400  | Програш у першому раунді |
| «Індіана Пейсерз» | 2002–03 | 82  | 48  | 34  | .585 | 2-е в Центральному | 6  | 2  | 4  | .333  | Програш у першому раунді |
| «Нью-Йорк Нікс»   | 2006–07 | 82  | 33  | 49  | .402 | 4-е в Атлантичному | —  | —  | —  | —     | не вийшли до плей-оф     |
| «Нью-Йорк Нікс»   | 2007–08 | 82  | 23  | 59  | .280 | 5-е в Атлантичному | —  | —  | —  | —     | не вийшли до плей-оф     |
| Усього            |         | 410 | 187 | 223 | .456 |                    | 15 | 5  | 10 | .333  |                          |